# Кисели (Слободской район)
Кисели — деревня в Слободском районе Кировской области России. Входит в состав Бобинского сельского поселения.

## География
Деревня находится на севере центральной части Кировской области, в подзоне южной тайги, при автодороге Р243, на расстоянии приблизительно 22 километров (по прямой) к юго-западу от города Слободского, административного центра района. Абсолютная высота — 147 метров над уровнем моря.
Климат
Климат характеризуется как континентальный, с продолжительной холодной многоснежной зимой и умеренно тёплым летом. Среднегодовая температура — 1,5 °C. Средняя температура воздуха самого холодного месяца (января) составляет −14,2 °C (абсолютный минимум — −45 °С); самого тёплого месяца (июля) — 17,8 °C (абсолютный максимум — 35 °С). Безморозный период длится в течение 120—125 дней. Годовое количество атмосферных осадков — 550—600 мм, из которых около 70 % выпадает в тёплый период. Снежный покров устанавливается в конце октября и держится около шести месяцев.

## Население
| 2010 |
| ---- |
| 4    |

Половой состав
По данным Всероссийской переписи населения 2010 года в гендерной структуре населения мужчины составляли 50 %, женщины — соответственно также 50 %.